# Elena Petuškova
Elena Vladimirovna Petuškova (in russo Елена Владимировна Петушкова?; Mosca, 17 novembre 1940 – Mosca, 9 gennaio 2007) è stata una cavallerizza sovietica, dal 1991 russa.

## Palmarès

### Olimpiadi
- 3 medaglie:
  - 1 oro (Monaco di Baviera 1972 nel dressage a squadre)
  - 2 argenti (Città del Messico 1968 nel dressage a squadre; Monaco di Baviera 1972 nel dressage individuale)

### Europei
- 9 medaglie:
  - 6 argenti (Aachen 1967 nel dressage a squadre; Wolfsburg 1971 nel dressage a squadre; Aachen 1973 nel dressage individuale; Wolfsburg 1973 nel dressage a squadre; Kiev 1975 nel dressage a squadre; Aarhus 1979 nel dressage a squadre)
  - 3 bronzi (Copenaghen 1965 nel dressage a squadre; Wolfsburg 1969 nel dressage a squadre; Copenaghen 1985 nel dressage a squadre)